# Rue Baudricourt
La rue Baudricourt est une voie du 13e arrondissement de Paris située dans le quartier de la Gare.

## Situation et accès
La rue Baudricourt est desservie à proximité par les lignes 7 et 14 aux stations Tolbiac et Olympiades.

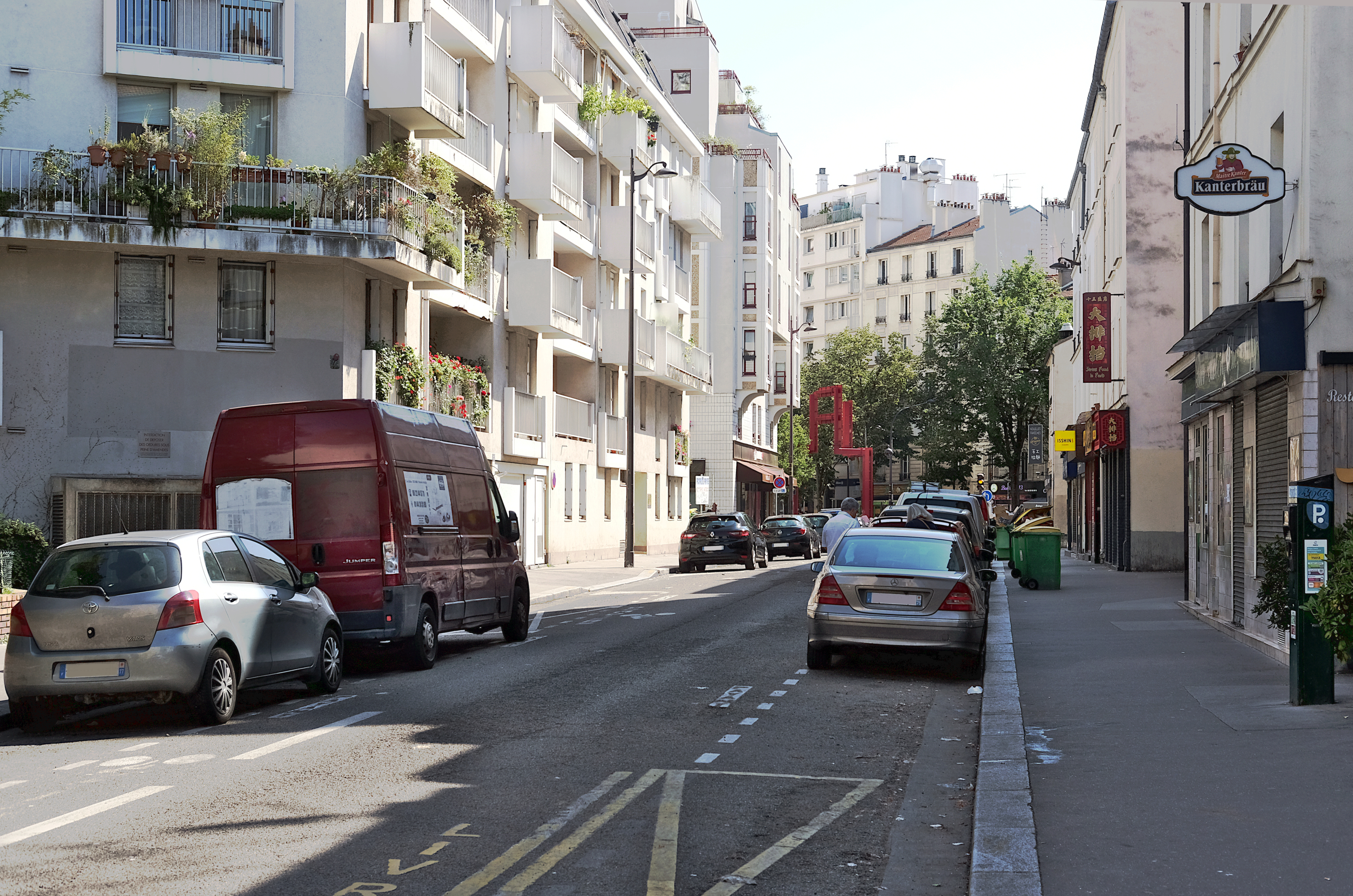
La rue vue depuis l'avenue d'Ivry.
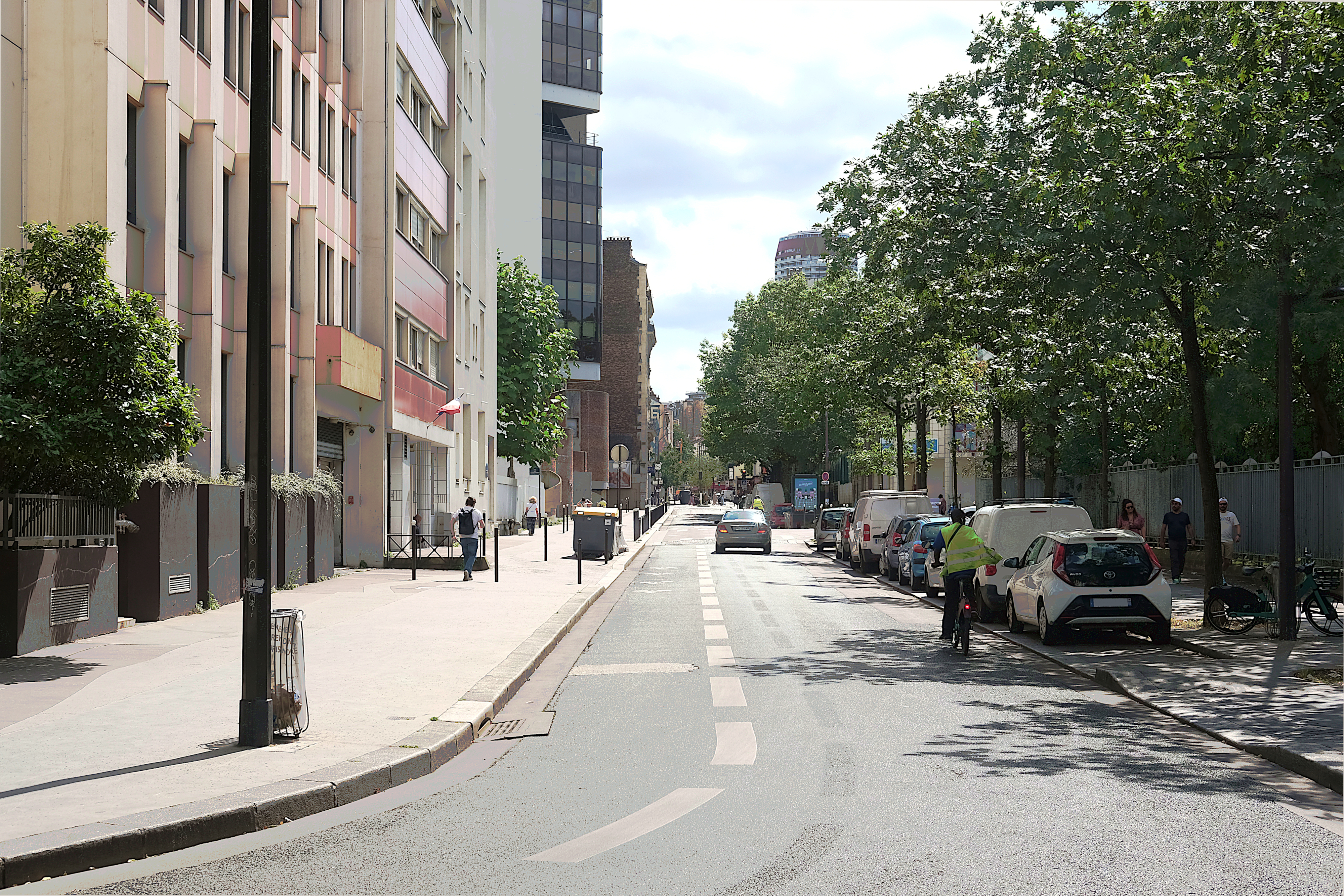
La rue vue depuis la rue Nationale.

## Origine du nom
Elle porte le nom de Robert de Baudricourt, compagnon d'armes de Jeanne d'Arc.

## Historique

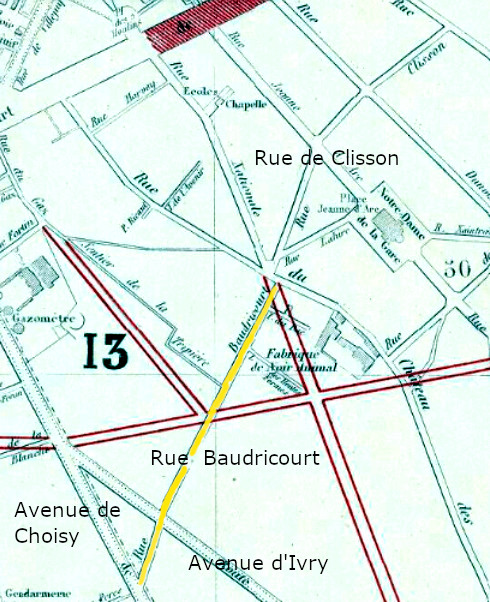
La rue (en jaune) sur le plan d'Eugène Andriveau-Goujon (Paris, 1848) ; en rouge, les futures voies à créer.

Cet ancien chemin de la commune d'Ivry-sur-Seine est présent sur les cartes du début du XIXe siècle sous le nom de « chemin du Bac ». Avec son prolongement, la rue Clisson, il menait à la Seine.
Rattachée à la voirie de Paris en 1863, la rue prend son nom actuel le 2 octobre 1865. Elle est alignée et nivelée en 1855, 1883, 1884 et 1961.
Le 25 mai 1871, durant la Commune de Paris, la barricade située à l'intersection de la rue Baudricourt et de l'avenue d'Ivry, fortement défendue par les canons et les mitrailleuses des Fédérés, fut prise d'assaut par les soldats de la ligne, qui escaladèrent la barricade et tirèrent un feu de peloton sur la rue Baudricourt, laissant plus de cent cadavres, parmi lesquels un seul soldat régulier.

## Bâtiments remarquables et lieux de mémoire
- No 15 : emplacement, dans la première moitié du XXe siècle, d’une vacherie comprenant plusieurs étables. Elle s’étendait jusqu’au passage des Hautes-Formes[4].
- Nos 55-57 : école maternelle et élémentaire publique.
- Nos 76 : petite maison de ville.

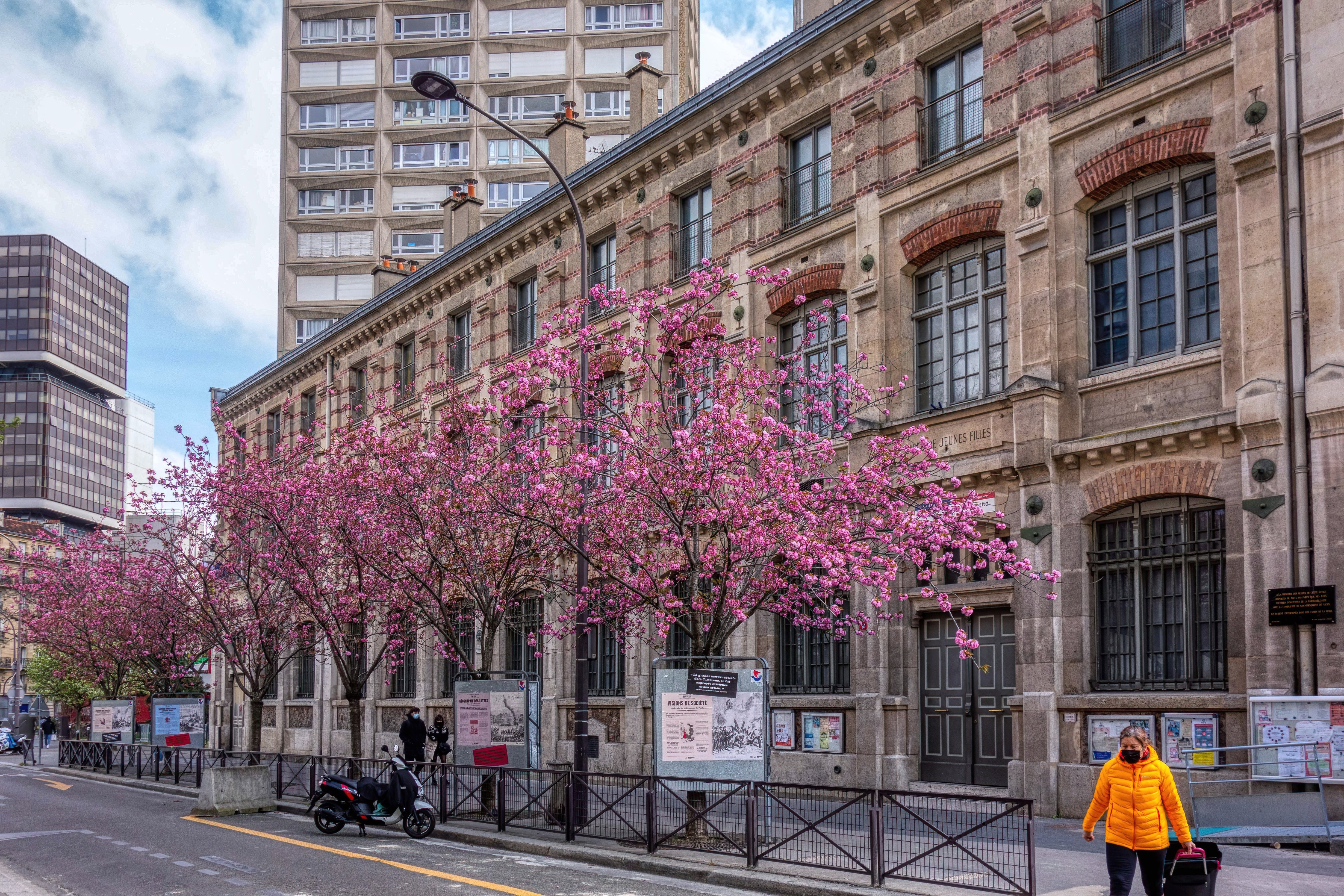
École.
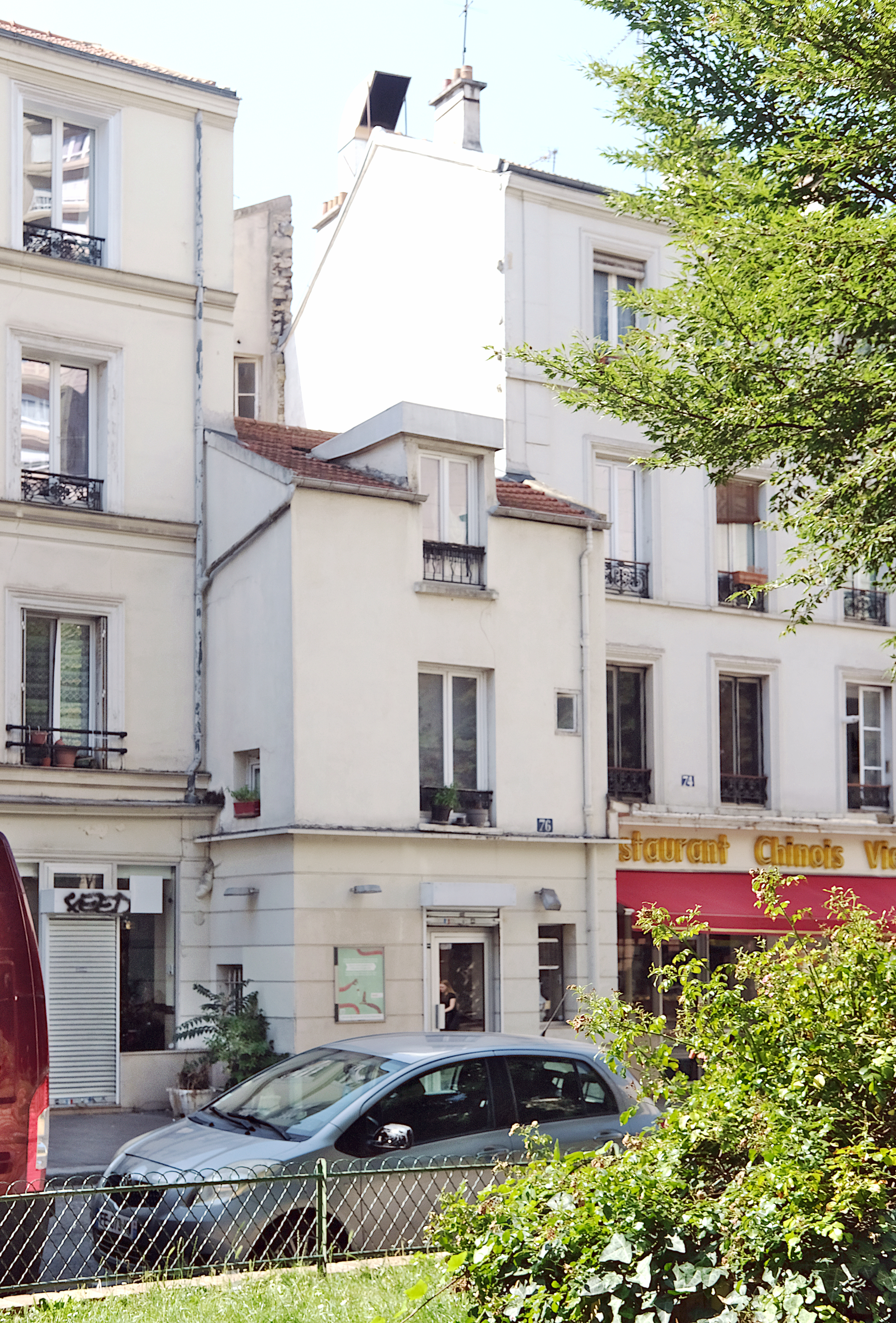
N°76.